# Room (film 2015)
Room è un film del 2015 diretto da Lenny Abrahamson.
La pellicola, con protagonisti Brie Larson e Jacob Tremblay, è l'adattamento cinematografico del romanzo del 2010 Stanza, letto, armadio, specchio (Room) scritto da Emma Donoghue, la quale ha partecipato al film in qualità di sceneggiatrice e produttrice. Il romanzo stesso è ispirato ad una storia vera, il caso Fritzl, un episodio di cronaca nera avvenuto nella cittadina austriaca di Amstetten.
Il film è stato candidato a quattro premi Oscar, tra cui quello al miglior film, aggiudicandosi quello per la miglior attrice protagonista, andato a Brie Larson.

## Trama
Il piccolo Jack non conosce nulla del mondo ad eccezione della "stanza", un posto angusto, in cui è nato e cresciuto. Vive con sua madre, Joy, che è stata rapita sette anni prima, mentre tornava da scuola, da "Old Nick", nome fittizio dato dai due al rapitore. La madre ha subito regolarmente abusi da parte di Old Nick e durante uno di questi è rimasta incinta. Per loro è severamente vietato uscire dalla stanza, la cui porta è chiusa con un codice di sicurezza. Nei primi anni di vita, al bambino viene raccontato che ciò che è fuori dalla porta è il cosmo, e che la tv è una scatola magica, che rappresenta solo la finzione. La loro vita si svolge in giornate di routine, che giorno dopo giorno però si fanno sempre più noiose per il bambino.
La storia inizia il giorno del quinto compleanno di Jack, quando la madre promette al figlio di fargli una bella torta. Joy è ai limiti della disperazione perché il bambino sta crescendo e inizia a fare troppe domande "sul fuori", a cui lei non riesce più a rispondere. Messa alle corde dalle domande del piccolo, decide di smentire ciò che gli aveva raccontato precedentemente sulle cose che si trovano al di fuori della stanza dove sono rinchiusi, raccontandogli che alberi, piante, foglie e persone sono tutte cose reali e concrete. Il bambino, però non riesce a credere a ciò che gli sta dicendo la madre, ma la stessa notte, mentre la madre dorme, Jack riflette e capisce che in realtà la storia raccontata potrebbe essere vera.
Il giorno seguente il bambino inizia a comprendere la vera realtà, e a capire come Joy continui a sperare di avere una possibilità di salvezza. La donna spiega al bambino che è impossibile scappare se non si conosce la chiave di sicurezza della porta, a meno di non venir portati fuori da Nick. La donna ha ideato un modo per farlo: Jack deve fare finta di stare male, in modo tale da essere portato al pronto soccorso, dove qui consegnerà un bigliettino d'aiuto scritto dalla stessa madre. Il rapitore, però, una volta messo al corrente delle condizioni di salute del ragazzo se ne va, rassicurando Joy che il giorno dopo porterà degli antidolorifici per il bambino.
La madre non si perde d'animo e architetta un altro piano. Per tutto il giorno seguente fa esercitare suo figlio a fare il morto dentro un tappeto, dandogli delle dritte su cosa potrebbe succedere e su come reagire una volta portato all'esterno. Il piano prevede che, una volta che il rapitore lo avrà portato fuori della "stanza" e lo avrà caricato su un furgone per abbandonare il corpo, il bambino dovrà sfruttare le fasi di rallentamento durante il percorso (a causa degli stop o di eventuali semafori) per scappare e chiedere aiuto. Succede proprio così, e il bambino scende dalla macchina, attirando l'attenzione di un uomo con un cane, il quale si insospettisce per le innumerevoli richieste d'aiuto e chiama la polizia. Poco dopo, grazie all'aiuto del fanciullo, i poliziotti trovano il capanno dove Nick custodiva madre e figlio, e salvano così anche Joy.
Nei giorni successivi, però, il bambino ha delle difficoltà ad ambientarsi nel nuovo mondo, diversamente dalla madre. Non collabora con nessun altro al di fuori di chi l'ha messo al mondo, non vuole mangiare e risulta impaurito dalle altre persone. La madre inizia a soffrire sempre più per il mutismo del piccolo, diventando nervosa e suscettibile. Durante un'intervista con la stampa le viene posta una domanda molto personale, che la tocca da vicino. La medesima notte la donna tenta il suicidio, venendo ritrovata agonizzante da Jack. Soccorsa dai paramedici del 911, si salva, ma deve affrontare una lunga riabilitazione. Nei giorni seguenti, durante la convalescenza della madre, il bambino scopre cosa il mondo realmente riserva, e come si possa fare quello che si vuole senza essere condizionati da nessuno.
Una volta che Joy è tornata in famiglia, Jack le chiede di visitare un'ultima volta la "stanza", il luogo dove hanno trascorso molti anni. Ritornando nel luogo a distanza di tempo, si rende conto di quanto gli sembra più piccolo di quanto ricordava. Dopo aver salutato uno ad uno gli oggetti con cui ha vissuto i primi cinque anni della sua vita, si separa dalla casa, pronto a cominciare a vivere.

## Produzione
Il 3 settembre 2013 viene annunciato il progetto con la regia di Lenny Abrahamson e Ed Guiney alla produzione. Le riprese del film iniziano il 10 novembre 2014 a Toronto e terminano il 15 dicembre seguente.

## Promozione
Il primo trailer viene diffuso il 31 luglio 2015, mentre quello coi sottotitoli in italiano viene diffuso il 6 agosto dal canale della Universal Pictures International Italy.

## Distribuzione
La pellicola è stata presentata in anteprima al Telluride Film Festival, il 4 settembre 2015, ed è poi stata presentata fuori concorso al Toronto International Film Festival nel settembre 2015.
Il film è uscito negli Stati Uniti il 16 ottobre 2015, mentre in Italia a partire dal 3 marzo 2016. Il film è stato vietato ai minori di 17 anni non accompagnati per la presenza di violenza.

## Riconoscimenti
- 2016 - Premio Oscar[1][2]
  - Miglior attrice protagonista a Brie Larson
  - Candidatura per il miglior film
  - Candidatura per il miglior regista a Lenny Abrahamson
  - Candidatura per la migliore sceneggiatura non originale a Emma Donoghue
- 2016 - Golden Globe[11][12]
  - Migliore attrice in un film drammatico a Brie Larson
  - Candidatura per il miglior film drammatico
  - Candidatura per la migliore sceneggiatura a Emma Donoghue
- 2016 - British Academy Film Awards[13]
  - Miglior attrice protagonista a Brie Larson
  - Candidatura per la migliore sceneggiatura non originale a Emma Donoghue
- 2015 - National Board of Review Awards[14]
  - Migliori dieci film dell'anno
  - Miglior attrice a Brie Larson
  - Miglior performance rivelazione maschile a Jacob Tremblay
- 2015 - Toronto International Film Festival
  - Film preferito dal pubblico
- 2015 - British Independent Film Awards
  - Miglior film internazionale
- 2015 - American Film Institute[15]
  - Migliori dieci film dell'anno
- 2016 - Screen Actors Guild Awards[16][17]
  - Miglior attrice a Brie Larson
  - Candidatura per il miglior attore non protagonista a Jacob Tremblay
- 2016 - Satellite Awards[18][19]
  - Breakthrough Performance Award a Jacob Tremblay
  - Candidatura per il miglior film
  - Candidatura per la miglior attrice a Brie Larson
  - Candidatura per la miglior regista a Lenny Abrahamson
  - Candidatura per la miglior sceneggiatura non originale a Emma Donoghue
- 2016 - Independent Spirit Awards[20]
  - Miglior sceneggiatura d'esordio a Emma Donoghue
  - Miglior attrice protagonista a Brie Larson
  - Candidatura per il miglior montaggio a Nathan Nugent
- 2015 - Critics' Choice Movie Award[21][22]
  - Migliore attrice a Brie Larson
  - Miglior giovane interprete a Jacob Tremblay
  - Candidatura per il miglior film
  - Candidatura per la miglior sceneggiatura non originale  a Emma Donoghue
- 2015 - New York Film Critics Online Awards[23]
  - Miglior attrice a Brie Larson
- 2015 - Washington D.C. Area Film Critics Association Awards[24][25]
  - Miglior sceneggiatura non originale a Emma Donoghue
  - Miglior giovane a Jacob Tremblay
  - Candidatura per la miglior attrice a Brie Larson
- 2015 - Gotham Awards[26]
  - Candidatura per la miglior attrice a Brie Larson
- 2015 - San Francisco Film Critics Circle[27]
  - Candidatura per la miglior attrice a Brie Larson
  - Candidatura per la miglior sceneggiatura non originale a Emma Donoghue
- 2015 - Phoenix Critics Circle Awards[28]
  - Miglior attrice a Brie Larson
  - Candidatura per il miglior film
  - Candidatura per il miglior attore non protagonista a Jacob Tremblay
- 2015 - Southeastern Film Critics Association Awards[29]
  - Migliori dieci film dell'anno
  - Miglior attrice a Brie Larson
  - Miglior sceneggiatura adattata a Emma Donoghue
- 2015 - Chicago Film Critics Association[30]
  - Candidatura per la miglior attrice a Brie Larson
  - Candidatura per la miglior sceneggiatura adattata a Emma Donoghue
  - Candidatura per la miglior promessa a Jacob Tremblay
- 2015 - Online Film Critics Society[31]
  - Candidatura per il miglior film
  - Candidatura per la miglior attrice a Brie Larson
  - Candidatura per la miglior sceneggiatura non originale a Emma Donoghue
- 2015 - Las Vegas Film Critics Society[32]
  - Candidatura per la miglior attrice a Brie Larson
  - Candidatura per la miglior sceneggiatura non originale a Emma Donoghue
- 2016 - MTV Movie Awards[33]
  - Candidatura per il miglior performance rivelazione a Brie Larson
- 2016 - Teen Choice Awards[34]
  - Candidatura per il miglior attore in un film drammatico a Jacob Tremblay
  - Candidatura per la miglior attrice in un film drammatico a Brie Larson
- 2016 - European Film Awards[35]
  - Candidatura per il miglior film
  - Candidatura per la miglior sceneggiatura a Emma Donoghue